# Kanada alkotmánya
Kanada alkotmánya a legfőbb jogforrás Kanadában. Az ország alkotmánya törvények, íratlan hagyományok és szokások fúziójának az eredménye. Felvázolja Kanada kormányzati rendszerét és a kanadai állampolgárok polgárjogait is.
A kanadai alkotmány tartalmát a Constitution Act, 1982 (1982-es Törvény az alkotmányról) 52(2) alfejezete szabályozza, mely szerint az áll a Canada Act 1982-ből (1982-es Törvény Kanadáról mely tartalmazza a Constitution Act, 1982-t magát), a mellékletében megemlített összes törvényből és rendeletből (beleértve a Constitution Act, 1867-et, korábbi nevén British North America Act) és ezen dokumentumok összes módosítását. A Kanadai Legfelsőbb Bíróság úgy találta, hogy ez a lista nem kimerítőleges és tartalmaz íratlan elveket is.

## Az alkotmány története

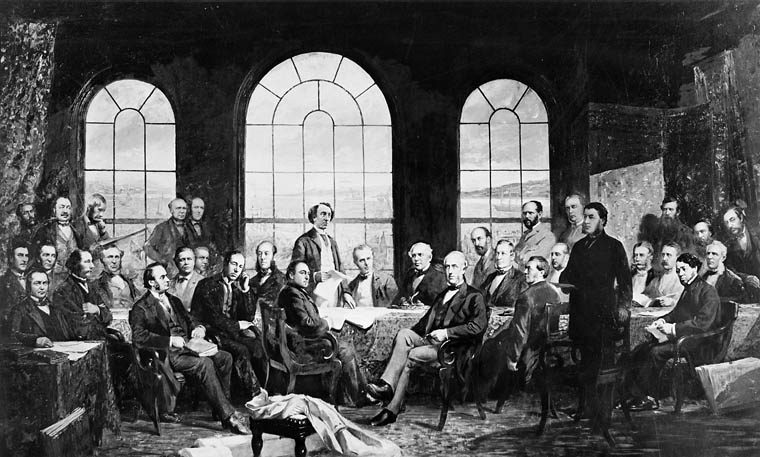
A British North America Act, 1867 elfogadásához vezető tárgyalásokat mutató festmény

Az első kanadai alkotmányra hasonlító dokumentum az 1763-as királyi proklamáció volt. Ez átnevezte Kanadát „Québec tartomány”-ra, átrajzolta a határait és megalapozta a britek által kinevezett gyarmati kormányt. A proklamációt tartották Québec de facto alkotmányának 1774-ig, amikor a brit kormány elfogadta az 1774-es Quebec Actet (1774-es Törvény Québecről) mely sok területen meghatározta a kormányzás folyamatát Québec területén. A törvény, többek közt, kiterjesztette a gyarmat határait és átvette a brit büntetőtörvénykönyvet a gyarmatra.
Kanada gyarmat első teljes alkotmányát a Constitutional Act of 1791 (1791-es Alkotmányos törvény) elfogadásával kapta mely tartalmazta a kormány felépítésének nagy részét. Később ezt felváltotta 1867-ben a British North America Act (Törvény Brit Észak-Amerikáról) mely létrehozta Kanada Domíniumot.
1931-ben a brit parlament elfogadta a westminsteri statútumot mely az összes domíniumi rangú országnak az Egyesült Királyságéval egyenlő törvényhozási jogkört adott. Ezt követte 1982-ben a Canada Act 1982 (1982-es Törvény Kanadáról) mellyel a brit parlament feladta minden meglévő alkotmányos és törvényhozási jogkörét Kanada fölött. A Canada Act elfogadását Kanadában, mely nagymértékben köszönhető az akkor kanadai miniszterelnök Pierre Trudeau munkájának, gyakran nevezik az alkotmány „hazahozásának” (patriation) mely nagymértékben az akkor kanadai miniszterelnök Pierre Trudeau munkájának köszönhető.
A Canada Act és az azzal együttjáró jogok és szabadságok kanadai chartájának megjelenésével Kanada alkotmányos joga nagymértékben megváltozott. A Canada Act sok alkotmányos hagyományt bebiztosított és jelentősen megnehezítette az alkotmány módosítását. A Canadian Charter of Rights and Freedoms (jogok és szabadságok kanadai chartája) eltolta az alkotmány fókuszát Kanada lakosainak egyéni és kollektív jogaira. Az charta törvénybe iktatása előtt a polgárjogoknak nem volt erős alkotmányos védelme Kanadában.

## Constitution Act, 1867
Ez egy brit parlament által hozott törvény volt, eredetileg British North America Act 1867 (Törvény Brit Észak-Amerikáról) néven, mely létrehozta Kanada Domíniumot három különálló tartományból Brit Észak-Amerikában (Kanada tartományból, Új-Brunswickból és Új-Skóciából) és engedélyezte későbbi tartományok és gyarmatok csatlakozását is ezen egységhez. Felvázolta Kanada kormányzati rendszerét is mely kombinálta Nagy Britannia westminsteri típusú parlamenti kormányzatát a szuverenitás felosztó föderalizmussal. Bár ez csak egy a később meghozott British North America Actek közül, mégis ez a leghíresebb és ezt tartják a Kanadai Konföderáció (más szóval Brit Észak-Amerika tartományainak és gyarmatainak egyesülésének) dokumentumaként. Az alkotmány 1982-es „hazahozásával” (patriation) ezt a törvényt átnevezték Constitution Act, 1867 névre (1867-es Törvény az alkotmányról). Az utóbbi években a Constitution Act, 1867 leginkább a tartományok és a szövetségi kormány hatalommegosztásának elemzésének alapjául szolgált.

## Constitution Act, 1982
Ez az összes tartomány kormánya kivéve Québec által támogatott a kanadai parlament által hozott törvény kért teljes politikai függetlenséget Nagy Britanniától. A törvény V. része létrehozott egy alkotmánymódosítási mechanizmust mely nem igényelt brit parlament által hozott törvényt a módosításhoz. Továbbá a törvény I. része a Canadian Charter of Rights and Freedoms mely leírja Kanada minden polgárának jogait és szabadságait, mint a kifejezés-, vallás-, mobilitás szabadsága. A törvény II. része foglalkozik Kanada őslakos népeinek jogaival.

### Jogok és szabadságok kanadai chartája
Ez a charta, ahogy feljebb jeleztük az I. része a Constitution Act, 1982-nek tartalmazza a kollektív és egyéni jogok alkotmányos garanciáját. Ez egy viszonylag rövid dokumentum, melyet olyan nyelvezeten fogalmaztak meg, hogy az elérhető legyen az átlagos polgár számára is. Ezt tartják az alkotmány azon részének, melynek legnagyobb hatása volt a kanadaiak mindennapi életének és évek óta ez a Kanada alkotmányjog leggyorsabban fejlődő területe.

### Módosítási szabály
A Constitution Act, 1982 alapján az alkotmány módosítása ezen törvény V. része alapján meghatározottak szerint kell történjen, erre öt különféle szabály van. Módosítást a 46(1) fejezet alapján bármely tartomány vagy a szövetségi kormány bármely szintje javasolhat. Az általános szabályt a 38(1) fejezet tartalmazza, a „7/50 formula” néven ismert szabály megköveteli: a) a Képviselőházának és a Szenátusnak a hozzájárulását; (b) a tartományi törvényhozások kétharmadának (legalább 7 tartomány) hozzájárulását a lakosság legalább 50%-át képviselve (gyakorlatilag ez mindenképpen tartalmazza Québecet és Ontariot a két legnépesebb tartomány). Kifejezetten ez a szabály érvényesül az arányos parlamenti képviseletre, a Szenátus és a Legfelsőbb Bíróság jogkörére, választására és összetételére illetve a tartományok és területek hozzáadására vonatkozó módosításokra.
A többi módosítási szabály kivételes esetekre vonatkozik:
- Ha a módosítás a Királynő hivatalára, a szenátorok számára, bármelyik hivatalos nyelv használatára, a módosítási szabályra, a Legfelsőbb Bíróság összetételére vonatkozik az összes tartomány egyhangú hozzájárulása szükséges a 41-es fejezet alapján.
- Azonban a tartományi határokra vagy egy kifejezett tartományon belüli hivatalos nyelv használatára vonatkozó szabályokra vonatkozó módosításokat el kell fogadniuk a módosítás által érintett törvényhozásoknak.
- Amennyiben egy módosítás kizárólag a szövetségi kormányzatot érinti a módosításhoz nincs szükség a tartományok beleegyezésére. Ugyanaz vonatkozik a kizárólag a tartományi kormányzatot érintő módosításokra.

### A kiáltvány megrongálása
1983-ban Peter Greyson torontói művész belépett az ottawai nemzeti levéltárba és vörös festéket csorgatott az 1982-es alkotmánymódosítást érvénybeléptető kiáltvány egy példányára. Azt mondta, hogy elégedetlen volt a szövetségi kormány azon döntésével hogy engedélyezze amerikai rakéták tesztelését Kanadában, és szerette volna „grafikusan bemutatni a kanadaiaknak” hogy mennyire rossz a kormány. Egy grapefruit méretű folt még mindig található az eredeti dokumentumon, mert a szakértők féltek, hogy az eltávolítási kísérletek csak további károkat okoznának.

## Az alkotmány forrásai
Három általános módja van egy jogforrás alkotmányalkotóvá válásának:
- 1. Kifejezett említése alkotmányos dokumentumként a Constitution Act 52(2) fejezetében, ilyen például a Constitution Act, 1867.
- 2. Alkotmányos védelmet kapnak olyan angol, brit vagy kanadai jogszabályok amelyek tartalmára vonatkozik a módosítási formula, így az 1689-es angol Bill of Rights vagy az Act of Settlement 1701 monarchiára vonatkozó részei. Az Angol és Brit jogszabályok a Colonial Laws Validity Act, 1865 (1865-ös Törvény a gyarmati törvények érvényességéről), a Constitution Act, 1867 129-es fejezete és az 1931-es westminsteri statútum miatt részei a Kanadai jognak. Ezek a törvények akkor lettek bebiztosítva, amikor a módosítási szabály része lett az alkotmánynak.
- 3. Egy alkotmányos dokumentum utal rá, például a Constitution Act, 1867 preambuluma utal az Egyesült Királyság írott és íratlan alkotmányos hagyományaira vagy például a Constitution Act, 1982 utal az 1762-es királyi proklamációra.

### Íratlan források
Az íratlan alkotmány létét megerősítette a Legfelsőbb Bíróság a Reference re Secession of Quebec ajánlásában.

Az Alkotmány több írott szövegnél. Tartalmazza a szabályok és elvek globális rendszerét melyek irányítják és alkalmazzák az alkotmányos hatalmat. Az írott alkotmányos törvény bizonyos részeinek felületes olvasása, más források nélkül, félrevezető lehet.

A gyakorlatban három forrása van az íratlan alkotmányos jognak.
Hagyományok: Az alkotmányos hagyományok részét képezik az alkotmánynak, de jogilag nem betartathatóak. Tartalmazzák a miniszterelnök és a kormány létezését, a tényt, hogy a főkormányzónak hozzá kell járulnia a törvényjavaslatokhoz és a követelményt, hogy a miniszterelnök írjon ki választás egy bizalmatlansági szavazás elvesztése után.
Királyi előjog: A Kanadai Korona fenntartott jogai; a brit Korona által birtokolt jogok maradéka, melyet az idők során csökkentett a parlamentáris rendszer. Elsősorban ezek az Order-in-Council rendeletek mely feljogosítja a kormányt háború indítására, szerződések kötésére, útlevelek kiadására, kinevezések, szabályozások megtételéhez, a Koronához áramlott földek kezeléséhez.
Íratlan elvek: Olyan elvek, melyek a kanadai alkotmány részeivé váltak azáltal, hogy a Constitution Act, 1867 preambuluma hivatkozott rájuk. A hagyományokkal ellentétben ezek jogilag kötnek. Az elismert alkotmányos elvek közé tartozik a föderalizmus, demokrácia, alkotmányosság és a jogrend illetve a kisebbségek tisztelete. A többi elv közé tartozik a felelős kormányzat, a bírói önállóság, és az „Implied Bill of Rights” (Implikált jogok törvénye). Egy esetben, a Provincial Judges Reference ügyben megállapítást nyert hogy törvény lehet érvénytelen azért, mert ellentmond az íratlan elveknek, jelen esetben a bírói függetlenségnek.

## Fordítás
- Ez a szócikk részben vagy egészben a  Constitution of Canada című angol Wikipédia-szócikk ezen változatának fordításán alapul.  Az eredeti cikk szerkesztőit annak laptörténete sorolja fel. Ez a jelzés csupán a megfogalmazás eredetét és a szerzői jogokat jelzi, nem szolgál a cikkben szereplő információk forrásmegjelöléseként.